# Wayne Darling
Wayne Darling (* 3. Januar 1945 in Perry (Iowa)) ist ein amerikanischer Kontrabassist des Modern Jazz und Komponist.

## Leben und Wirken
Darling fiel schon früh durch sein musikalisches Talent auf und er begann bereits mit 13 Jahren bei Veranstaltungen Kontrabass zu spielen. Er studierte an der Drake und an der Ball State University, bevor er ein Promotionsstudium an der North Texas State University begann. Anschließend arbeitete er bei Woody Herman, Clark Terry, Stan Getz und Dave Liebman. 1974 zog er nach Österreich, um sich von Ludwig Streicher unterrichten zu lassen. Er trat mit Ed Soph, mit Friedrich Gulda und mit Joe Henderson auf („Barcelona“, 1979) und wurde Mitglied der ORF-Big Band, von Tom van der Gelds Band „Children At Play“ sowie der Band von Leszek Zadlo. Im Wiener Jazzland spielte er u. a. mit Benny Carter, Art Farmer, Frank Mantooth, Billy Butterfield, Dexter Gordon, Sweets Edison, Eddie Lockjaw Davis, Dave Liebman, Dorothy Donegan, Herb Ellis, Art Hodes, Dave Schnitter, Leo Wright und John LaPorta auf. 1981 absolvierte er eine Duo-Tournee mit seinem Kollegen Barre Phillips und spielte ab 1982 im Quintett von Erich Kleinschuster, ab 1983 im Trio mit Peter O’Mara und Bill Elgart, das 1987 auch zum Quartett mit Kenny Wheeler erweitert wurde. Er arbeitete auch mit klassischen Orchestern und ebenso mit Henry Mancini, Shirley Bassey,  Dexter Gordon, Sheila Jordan, Horace Parlan oder Jim Pepper („Polar Bear Stomp“). Mit Basskollegen Marc Johnson, Fritz Pauer und John Hollenbeck durchforschte er das Schaffen von Bix Beiderbecke und Hoagy Carmichael („The Art of the Bass (Vol 2) - The Beiderbecke / Carmichael Songbook“). Mit Niels-Henning Ørsted Pedersen spielte er kurz vor dessen Tod 2005 in einer Formation mit drei Bassisten. Im aktuellen Wayne Darling Trio führt er musikalische Gespräche mit dem deutschen Pianisten Olaf Polziehn und seinem Landsmann Howard Curtis dm.  
1983 wurde Darling zum Professor an der  Hochschule für Musik und Darstellende Künste Graz ernannt, wo er bis zu seiner Emeritierung lehrte. Mit dem Bassisten Ewald Oberleitner zeichnete er auch für zwei „Bass Spectren“-Alben verantwortlich, auf denen ein Großteil des Spektrums der Einsatzmöglichkeiten und Spielweisen des Kontrabasses aufgezeigt wird. Er ist Vorsitzender der International Society of Bassists Jazz Competition Panel und lebt in der Nähe von Wien.

## Lexigraphischer Eintrag
- Martin Kunzler: Jazz-Lexikon. Band 1: A–L (= rororo-Sachbuch. Bd. 16512). 2. Auflage. Rowohlt, Reinbek bei Hamburg 2004, ISBN 3-499-16512-0.